# Cyclodomella
Cyclodomella är ett släkte av svampar. Cyclodomella ingår i familjen Schizoparmaceae, ordningen Diaporthales, klassen Sordariomycetes, divisionen sporsäcksvampar och riket svampar.
|              | Pilidiella                           |
|              |                                      |
|              | Coniella                             |
|              |                                      |
| Cyclodomella | \| \| Cyclodomella nigra \| \| \| \| |
|              | \| \| Cyclodomella nigra \| \| \| \| |
|              | Schizoparme                          |
|              |                                      |
|              | Cyclodomella nigra                   |
|              |                                      |

|  | Cyclodomella nigra |
|  |                    |